# 氣旋安攀
超級氣旋風暴安攀（英語：Super Cyclonic Storm Amphan，/ˈʌmpʌn/，聯合颱風警報中心編號：01B，印度氣象局編號：BOB 01）為非常强大，且灾难性的热带气旋，同時與2007年氣旋古努及1990年安特拉邦氣旋並列為區內第三強熱帶氣旋，是2020年北印度洋氣旋季第1個熱帶氣旋和第1個獲命名的風暴，也是該年北印度洋氣旋季第一個達到印度氣象局之最高分級超級氣旋風暴的熱帶氣旋，是繼2013年氣旋費林後該洋區第一個達到此強度的熱帶氣旋。安攀在獲得編號後便急劇增強，對孟加拉灣北部沿海地區的印度东部和孟加拉国造成極大威脅。
「安攀」為泰國提供的名稱，意思是「天空」。另外，「安攀」為現行64個名字組成的北印度洋氣旋名單的最後一個，下一個氣旋起將採用169個名字組成的新名單進行命名。

## 發展過程
氣旋安攀是恒河三角洲繼2007年北印度洋氣旋季的气旋锡德之後吹襲當地的最強氣旋風暴，亦是1999年奧里薩氣旋之後吹襲孟加拉灣的首個超級氣旋風暴。
早在半個月前，各大數值預報皆認為孟加拉灣將有熱帶氣旋形成，且強度不容小覷，而在此時，北印度洋發展出一個低壓，並被美國海軍研究實驗室編號為90B，當時該系統皆被認為是該一強氣旋的前身，且被看好發展，但最後該系統在馬來半島附近減弱。之後到了5月12日，此洋區再度發展出一個新的低壓，在併吞熱帶擾動90B的殘留雲系後獲得美國海軍研究實驗室的臨時編號91B，該擾動在獲得編號當下，低層環流中心仍然裸露，經過了兩天的整合後，新發展出的對流才修補系統的低層環流中心，並於14日獲得聯合颱風警報中心（JTWC）的擾動發展評級，當時的評級為「低」。
2020年5月13日，一個低壓區位於斯里蘭卡首都可倫坡以東約200英里的海面上形成。15日，聯合颱風警報中心將評級升為「中」，並於當日下午6時升為「高」，並發布熱帶氣旋形成警報。翌日上午，印度氣象局（IMD）給予編號BOB 01，評價為低氣壓。下午2時，聯合颱風警報中心將其升格為熱帶風暴，給予其正式編號01B。晚間8時，印度氣象局將其升格為強低氣壓，並於晚間11時升格為氣旋風暴，命名為安攀（Amphan）。
17日，安攀開始鞏固其中心密集雲團，並於下午發展出雲捲風眼，下午2時，聯合颱風警報中心將其升格為一級熱帶氣旋，晚間8時，印度氣象局將其升格為特強氣旋風暴。翌日凌晨2時，聯合颱風警報中心直接將其升格為四級熱帶氣旋。上午9時，印度氣象局將其升格為極強氣旋風暴。下午2時，聯合颱風警報中心將其升格為五級熱帶氣旋。下午5時45分，印度氣象局將其升格為超級氣旋風暴。
18日上午，安攀達至其巔峰，其三分鐘持續風速達至130節（150英里每小時；240每小時），一分鐘持續風速達140節（160英里每小時；260每小時），最低中心氣壓為925 mbar（27.32 inHg）。整個氣旋寬600海里，即690英里或1111公里。其微波雲圖掃描中可見，安攀當時建立外眼牆，顯示著安攀已經進入眼牆置換循環。直到19日凌晨，安攀的風眼才開始填塞，且強度開始減弱，凌晨2時，聯合颱風警報中心將其降格為四級熱帶氣旋。
20日，安攀在印度的西孟加拉邦沿海登陆，JTWC估算其一分鐘持續風力達到85節（100英里每小時；155每小時）。之後安攀繼續移入內陸，並持續減弱，最終於2020年5月21日上午減弱成熱帶低氣壓。

## 影響

### 印度
「安攀」是該區十多年來最強的風暴，風力最高達每小時185公里，造成廣泛水浸、山泥傾瀉，大量樹木和電線杆被吹倒，有房屋被強風吹毀。
印度西孟加拉邦官員指，至少72人死亡；而鄰國孟加拉最少23人喪生，包括協助疏散民眾的紅新月會義工。聯合國估計，區內超過50萬人失去家園，大約一千萬人受影響。西孟加拉邦估計安攀造成的損失可達一萬億印度盧比（133億美元）。
由於這次的氣旋與2019冠狀病毒病疫情同時發生，救災救病的資源分配兩難，使安全疏散並安置百萬人口的作業雪上加霜，讓當局極度焦慮。

## 外部連結
- 印度氣象局 （页面存档备份，存于）
- 聯合颱風警報中心 （页面存档备份，存于）